# Зюльфельд
Зюльфельд (нем. Sülfeld) — община в Германии, в земле Шлезвиг-Гольштейн.
Входит в состав района Зегеберг. Подчиняется управлению Ицштедт. Население составляет 3385 человек (на 31 декабря 2010 года). Занимает площадь 26,05 км².